# Svend Johansen (maler)
 Der er flere personer med dette navn, se Svend Johansen.
Svend Johansen (født 10. september 1890, død 6. oktober 1970) var en dansk kunstmaler, illustrator og scenograf.
I 1933 blev han medlem af kunstnersammenslutningen Grønningen.

## Hæder
- Eckersberg Medaillen (1948)
- Thorvaldsen Medaillen (1966)